# George Dowty
George Herbert Dowty, Kt. (Pershore, 27 de março de 1901 – Ilha de Man, 2 de dezembro de 1975) foi um empresário e inventor inglês.
Na juventude, trabalhou nas empresas Heenan & Froude, British Aerial Transpor e Gloster Aircraft Company, atuando como desenhista e projetista. No início da década de 1930, Dowty detinha várias patentes de equipamentos aeronáuticos que em 1935 fundou a sua própria empresa para desenvolver estas patentes e a Dowty Aviation (mas tarde, torna-se a Dowty Group) lançou novos componentes e equipamentos para o conjunto de trem de pouso das aeronaves. Entre outras invenções, Dowty e sua equipe desenvolveram o "Dowty retarder", um equipamento hidráulico destinado ao controle e regulação da velocidade de vagões ferroviários. Além das suas empresas, George Dowty também presidiu algumas instituições inglesas, como a Royal Grammar School Worcester e a Royal Aeronautical Society, entre outras.
Em 1956 foi condecorado por seus serviços para a indústria inglesa, recebendo a Knight Bachelor (Kt - Cavaleiro Celibatário) e em 1966, recebeu a graduação honorária, pela University of Bath, em Doctor of Science (Sc.D. - Doutorado em Ciências).